# 750年代
750年代（ななひゃくごじゅうねんだい）は、西暦（ユリウス暦）750年から759年までの10年間を指す十年紀。

## できごと

### 750年
- サッファーフがウマイヤ朝を倒してアッバース朝を起こす。
- 750年頃 - ベンガル地方にパーラ朝が成立。

### 751年
- 唐の高仙芝（こうせんし）中央アジアに遠征し、タラス河畔でアッバース朝に敗れる。
- フランク王国でカール・マルテルの子ピピン3世（小ピピン）が国王となりカロリング朝成立。

### 752年
- 東大寺大仏の開眼供養が行われる。

### 753年
- 唐僧の鑑真が日本に着く。
- ダンティドゥルガがラーシュトラクータ朝を興す

### 755年
- 唐で安史の乱が起こる。（- 763年）

### 756年
- 正倉院の始まり（聖武太上天皇の77回忌に当たり、遺品を東大寺に施入する）。
- フランク王小ピピンが北イタリアをランゴバルドから奪い、ローマ教皇に寄進する。
- ウマイヤ家のアブド・アッラフマーン1世がイベリア半島で独立し後ウマイヤ朝を興す。イスラム帝国は分裂する。

### 758年
- 孝謙天皇譲位し、淳仁天皇が即位する。